# 莱荣高速铁路
莱荣高速铁路，即潍荣高速铁路莱荣段，是位于中华人民共和国山东省境内的高速铁路。西端起自潍莱高速铁路青岛市莱西站，向东经烟台市莱阳市、海阳市、乳山市、文登区，东端至威海荣成市青荣城际铁路荣成站接轨，共设7站，新设莱阳丁字湾站、海阳站、乳山南站、威海南海站、文登南站5站，新建线路长度192.8公里，设计时速350km/h，全线桥梁共63座130.8km，隧道13座20.1km，路基41.8km，桥隧比78.3%，项目工期3.5年，总投资307亿元，由山东铁投集团和青岛、烟台、威海市人民政府共同筹资建设，委托国铁济南局运营管理。2023年12月8日，莱西至荣成高速铁路开通运营。莱西至荣成最快运行时间为1小时04分钟，荣成至济南西、青岛间最快运行时间将较目前的3小时50分、2小时27分缩短1小时10分、40分钟。

## 规划及施工
2014年11月，青（岛）海（阳）荣（成）铁路预可行性研究报告编制完成，设计标准为时速200公里的城际铁路。
2015年8月，前期方案提速至350公里。11月，《山东省城镇体系规划（2011—2030年）》明确将青岛（莱西）—海阳—荣成城际铁路项目列入规划。
2018年1月，莱荣高速铁路可行性研究报告送审山东省发改委；2月1日至3日，莱荣高铁可行性研究报告评审会议在荣成召开。同年2月和2019年9月分别两次递交可研补充材料。
2020年3月6日，莱荣高速铁路环境影响评价第一次公示。4月20日，项目海洋环境影响评价公众参与第一次公示。30日，获得山东省发改委批复可研并立项。海洋环评二次公示。6月16日，海洋环境影响报告书发布。7月10日，环评报告（公示版）发布。8月31日，山东省交通运输厅正式批复了工程初步设计。
2020年9月10日，建设动员大会召开；10月31日，潍烟、莱荣高铁开工动员大会在济南市举行，两条高铁正式开工建设。11月19日，莱荣高铁在莱阳、海阳、文登、荣成同时开工，莱荣高铁正式从规划设计阶段步入主体工程施工阶段。11月26日，全线控制性工程、唯一长隧道，全长6068米的玉皇山隧道正式开工，标志着全线首座隧道正式进入施工阶段。
2021年6月26日，莱荣高铁全线正式开始架设箱梁。
2022年3月24日，莱荣高铁开始无砟轨道施工。4月8日，“四电”工程正式开工建设。
2023年3月24日，莱荣高铁全线架梁完成。4月1日，正式进入全线铺轨阶段。6月25日，全线静态验收顺利完成。7月7日，开始全线送电。7月10日，潍坊至荣成高速铁路莱西至荣成段联调联试正式启动。
2023年12月8日，莱荣高铁开通运营。

## 相关事件
2023年7月20日，《经济参考报》报道称莱荣高铁三标段劳务分包商，河南省三捷实业有限公司实名举报指工程施工总承包单位中国建筑第八工程局有限公司涉嫌偷工减料，称莱荣高铁部分路基段螺纹桩施工存在质量问题。举报方称三标段大部分螺纹桩的施工桩长未达到设计要求，存在重大安全隐患。7月18日，山东莱荣高速铁路有限公司方面对记者表示，针对地基桩长不符合设计要求等问题，公司已派出调查组到项目现场开展调查。随后山东省交通运输厅、上海铁路监管局宣布赴山东开展调查。中建八局表示高度重视，将全力配合调查组开展调查核实工作。11月24日，联合调查组通报调查情况。经综合调查评估，媒体反映的路基段复合地基承载力符合工程要求，稳定性与工后沉降均满足相关铁路规范要求，不存在复合地基质量问题，不存在安全隐患，不影响铁路运营安全。另外，全线实测和评估预测工后沉降均满足规范要求。莱荣高铁全线联调联试动态检测等各项验收结果表明，莱荣高铁满足350km/h高速铁路运行期间轨道平顺性要求，满足高速列车运行时的安全性、平稳性要求。上海铁路监督管理局对相关责任单位及7名责任人作出行政处罚；中建八局、中铁二院成都咨询监理、中铁第四勘察设计院和莱荣高铁公司共对10名责任人作出处分。